# Canal del Molí
La Canal del Molí és un torrent afluent per l'esquerra de l'Aigua de Valls, a la Vall de Lord, que transcorre íntegrament pel terme municipal de Guixers.
Neix al Col de la Maçana, al carenat de la Serra dels Bastets. Des del seu naixement agafa la direcció cap al nord i que mantindrà durant tot el seu recorregut en el qual baixa pel vessant septentrional de l'esmentada serra. Desguassa al pantà de la Llosa del Cavall a l'extrem oriental de la serra d'Aiguadevalls, a 803 m. d'altitud.
Tota la seva conca està integrada en el Pla d'Espais d'Interès Natural (PEIN) de la Generalitat de Catalunya i més concretament en l'espai Serres de Busa-Els Bastets-Lord

## Xarxa hidrogràfica
La xarxa hidrogràfica de la Canal del Molí, que també transcorre íntegrament pel terme municipal de Guixers, està constituïda per sis cursos fluvials la longitud total dels quals suma 2.313 m.